# Grens
Grens är en ort och  kommun i distriktet Nyon i kantonen Vaud, Schweiz. Kommunen har 395 invånare (2023).